# Laura Mvula
Laura Mvula (geborene Douglas; * 23. April 1987 in Birmingham) ist eine englische Soulpopsängerin mit karibischen Wurzeln.

## Biografie
Laura Mvula stammt aus einer sehr musikalischen Familie mit vielen in der Musik tätigen Verwandten. Ihre Mutter stammt aus St. Kitts und ihr Vater aus Jamaika. Sie lernte mit acht Jahren Klavier und mit zehn Geige und belegte später am Birmingham Conservatoire einen vierjährigen Studiengang in Komposition. Außerdem hat sie eine klassische Gesangsausbildung. Sie heiratete Themba Mvula, einen aus Sambia stammenden Kommilitonen, der selbst als Bariton in der klassischen Musik tätig ist. Vier Jahre sang sie bei den Black Voices, einer traditionsreichen A-cappella-Gruppe unter Leitung ihrer Tante, die einen karibischen Hintergrund hat und Soul- und Gospelmusik darbietet.
Nach dem Studium arbeitete sie als Aushilfslehrerin für Musik an einer weiterführenden Schule und begann nebenher Popsongs zu schreiben. Es folgte eine Anstellung beim Empfang des Symphonieorchesters ihrer Heimatstadt, die sie aber der Ausübung von Musik nicht näher brachte. Um ihre Musikkarriere in Gang zu bringen, verschickte sie ihre Musik per E-Mail und fand so einen Ansprechpartner, der sie mit einem Label zusammenbrachte. 2012 wurde sie von RCA unter Vertrag genommen und spielte im selben Jahr beim iTunes Festival. Daraus entstand ihre erste Veröffentlichung aus Konzertmitschnitten. Eine eigene EP mit dem Titel She erschien im November. Insbesondere der Titelsong hinterließ so viel Eindruck, dass sie zum Jahreswechsel in der BBC-Liste Sound of 2013 Platz 4 belegte und bei den BRIT Awards 2013 für den Critics’ Choice Award nominiert wurde, beides Prognosen für eine erfolgreiche Zukunft.
Ihr Debütalbum stellte sie für das Frühjahr 2013 fertig. Vorab erschien Ende Februar der Song Green Garden, der in den UK-Charts Platz 31 erreichte. Die LP Sing to the Moon wurde am 4. März veröffentlicht.
Außerdem wirkte sie 2013 beim Song Sad Sad World auf dem Album Momentum des Künstlers Jamie Cullum mit; 2018 war sie mit Buika an Carlos Santanas Song Blue Skies auf dessen Album Africa Speaks beteiligt.

## Diskografie
Alben
- 2013: Sing to the Moon
- 2014: Laura Mvula with Metropole Orkest (mit Metropole Orkest)
- 2016: The Dreaming Room
- 2021: Pink Noise

EPs
- 2012: iTunes Festival: London 2012
- 2012: She
- 2021: 1/f

Singles
- 2012: She
- 2013: Green Garden
- 2013: That's Alright
- 2016: Overcome (feat. Nile Rodgers)
- 2016: People (feat. Wretch 32)
- 2016: Phenomenal Woman
- 2016: Show Me Love
- 2016: Ready Or Not
- 2021: Safe Passage